# Adam Jurgielewicz
Adam Jurgielewicz vel Adam Adamek (ur. 9 stycznia 1895 w Donosach, zm. 22 stycznia 1959 w Łodzi) – żołnierz Legionów Polskich, oficer Wojska Polskiego, kawaler Orderu Virtuti Militari, biskup starokatolicki.

## Życiorys
Urodził się 9 stycznia 1895 we wsi Donosy, w rodzinie Aleksandra.  
W 1921 służył jako podporucznik w 43 Pułku Piechoty. Na początku 1922 został przeniesiony do rezerwy i przydzielony w rezerwie do 43 pp. 8 stycznia 1924 został zatwierdzony w stopniu podporucznika ze starszeństwem z 1 czerwca 1919 i 3087. lokatą w korpusie oficerów rezerwy piechoty. Posiadał wówczas przydział w rezerwie do 10 Pułku Piechoty w Łowiczu.
Zanim przystąpił do Kościoła Narodowego był klerykiem w rzymskokatolickim seminarium duchownym diecezji wileńskiej. Został z niego karnie usunięty. Święcenia kapłańskie otrzymał w 1927 roku. Prowadził działalność na Kielecczyźnie. Był dziekanem dekanatu w Tarłowie diecezji misyjnej Polskiego Narodowego Kościoła Katolickiego. Wielokrotnie wchodził w konflikt z rzymskokatolicką kurią diecezji sandomierskiej, która oskarżała go o podburzanie ludności wiejskiej do zamieszek. 
Na początku lat trzydziestych XX wieku przystąpił do Polskiego Kościoła Starokatolickiego. W 1934 został konsekrowany w Zamościu na biskupa przez Władysława Farona. Od 1936 po konflikcie ze zwierzchnikiem Kościoła działał niezależnie.
W 1934, jako oficer rezerwy pozostawał w ewidencji Powiatowej Komendy Uzupełnień Wierzbnik. Posiadał przydział w rezerwie do 4 Pułku Piechoty Legionów w Kielcach. 4 kwietnia 1938 na posiedzeniu Komitetu Krzyża i Medalu Niepodległości odrzucono wniosek o odznaczenie go Krzyżem Niepodległości „z powodu ujemnej opinii”. Mieszkał wówczas w Olszynie Pustkowiu, poczta Ostrzeszów.
Po II wojnie światowej pracował jako instruktor w Komendzie Wojewódzkiej Milicji Obywatelskiej w Łodzi. W okresie Polski Ludowej powrócił do Polskiego Narodowego Kościoła Katolickiego. Pełnił funkcje biskupa pomocniczego diecezji polskiej PNKK. Był proboszczem parafii Wniebowzięcia Najświętszej Maryi Panny w Hucisku i parafii Świętej Rodziny w Łodzi. 15 lutego 1951 roku przewodniczył Ogólnopolskiemu Zjazdowi Kapłanów PNKK, na którym podjęto uchwałę o autokefalii Kościoła Polskokatolickiego. 
W 1952 roku był współkonsekratorem pierwszych biskupów Kościoła Polskokatolickiego w PRL. Brał ponadto udział w konsekracji jednego z biskupów mariawickich.  W 1957 roku dokonał potajemnie w Łodzi konsekracji biskupiej Piotra Filipowicza. Przed śmiercią przeszedł ponownie do Polskiego Kościoła Starokatolickiego. 
Pochowany na Starym Cmentarzu w Łodzi.

## Ordery i odznaczenia
Za swą służbę wojskową otrzymał odznaczenia:
- Krzyż Srebrny Orderu Wojskowego Virtuti Militari nr 5793,
- Krzyż Walecznych,
- Medal Dziesięciolecia Odzyskanej Niepodległości,
- Médaille de la Victoire.